# クライスラー・ヴァリアントギャラン
ヴァリアントギャラン (英語: Valiant Galant) は、クライスラーが1969年から1977年にかけて販売していた乗用車である。

## 初代（1969年 - 1974年）
初代ヴァリアントギャランは1969年に発表された。ラインナップは4ドアセダンのみ。

## 2代目（1974年-1977年）
2代目ヴァリアントギャランは1974年に発表された。この代から日本からの輸入を止め、オーストラリアとニュージーランドのクライスラー工場で現地生産された。
サイズは一回り大きくなっており、丸目2灯式ヘッドライトを装着している。
1976年、名称変更によりクライスラー・ギャランとして生産終了の1977年まで提供された。後継はクライスラー・シグマ。